# Rosette Mboutchouang
Rosette Mboutchouang (nascida Rosette Marie Ndongo Mengolo) foi uma política camaronesa. Ela exerceu o cargo de prefeita da cidade de Bangou, nos Camarões, até a sua morte. Também é mãe da primeira-dama Chantal Biya.

## Carreira
Rosette Ndongo Mengolo-Mboutchouang foi Miss Bertoua 1967 e Rainha da Beleza da Região Leste na sua juventude.
Tornou-se prefeita de Bangou em 2007 e foi reeleita em 2013.
Em agosto de 2008 recebeu o grande prêmio de Integração Nacional, um troféu de ouro que simboliza Camarões, no Palais des Congrès de Yaoundé pela Fondation Afrique Excellence (FAE).
Dentre as realizações da sua gestão como prefeita estão a estrada que vai da cidade de Bangou a Batié via Badenkop e Bapa com 20 km de extensão, a estrada Bangou-Bandjoun com 18 km de extensão, além da construção de salas de aula, cabanas comunitárias, perfurações, eletrificação rural e um projeto de abastecimento de água potável no valor de 70 milhões de francos no grupo Bandenkop.

## Vida pessoal e morte
Rosette Ndongo Mengolo-Mboutchouang é mãe da primeira-dama camaronesa Chantal Vigouroux, que nasceu em Dimako (Província do Leste). O pai de Chantal, Georges Vigouroux, é um expatriado francês que era então funcionário da Sociedade Florestal e Industrial de Bélabo. Posteriormente torna-se a esposa de Ernest Mboutchouang.
Faleceu em 2 de outubro de 2014 e foi enterrada em Mvomeka'a, onde foi organizado o funeral.